# Іван Касіян
Преподобний Іван (Іоанн) Касіян Римлянин (лат. Ioannes Cassianus; Ioannes Massiliensis, бл. 360 р., Добруджа — 23 липня 435 р., Марсель) — християнський богослов та церковний діяч, якого вшановують у Західній (23 липня) та Східній (29 лютого) Церквах за його твори. Відомий як один з представників скіфських ченців і як один з отців-пустельників.

## Біографія
Іван Касіян народився близько 360 р., ймовірно, в області Скіфії, на північному Причорномор'ї та нижньому Дунаї (тодішня Римська провінція, а сьогодні землі Румунії). Хоча деякі вчені припустикають також його галльське походження. Рівень освіченості преподобного отця був дійсно високим. Вирішальну роль в бажанні стати ченцем зіграло його паломництво в Палестину, де він, разом з духовним братом Германом, провів безліч часу в аскетичних подвигах.
Прибули до монастиря біля Вифлеєма у 390 р. протягом семи років подорожував по Фіваїді і Скитській пустелі. 397 року повернулись до Вифлеєму, а потім вирушили до Константинополя, де позайомились зі святим Іваном Золотоустим. У Константинополі преподобний Касіян прийняв сан диякона. 405 року Після собору під Дубом, що відбувся у 403 році, який позбавив влади святителя Іоанна, константинопольський клір направив преподобного до Рима. Іоанн Касіян і Герман вирушають на чолі посольства на захід шукати підтримки у папи Інокентія I.
Чи то через навали готів, чи шукаючи усамітнення, преподобний Іоанн переїжджає в Галлію і поселяється в місті Массилія (сучасний Марсель). Він вперше в Галії влаштував два спільнотних монастирі, чоловічий і жіночий, а в 20-х роках V століття він формує правила для монастирів, де разом живуть ченці різних гендерів.
Цей період життя Іоанна Кассіана охарактеризований також активною письмовою діяльністю. На прохання єпископа Аптського Кастора преподобний Касіян в 417—419 роках написав 12 книг «Про влаштування киновій» палестинських і єгипетських і 10 бесід з пустинними отцями, щоб дати співвітчизникам зразки спільножитних монастирів і познайомити їх з духом подвижництва православного Сходу.
У бесідах отцівських наставник в подвижництві святий Касіян говорить про мету життя, про духовне міркування, про ступені зречення від світу, про бажання плоті і духу, про вісім гріхів, про лиха праведників, про молитву.
У подальші роки преподобним Касіяном написане ще чотирнадцять бесід: про довершену любов, про чистоту, про Божу допомогу, про розуміння Писання, про дарування Божі, про дружбу, про вживання мови, про чотири роди ченців, про життя самітницьке і спільножитне, про покаяння, про піст, про нічні спокуси, про змертвління духовне, дано тлумачення слів «чого не хочу, це чиню».
У 431 році святий Іван Касіян написав свій останній твір проти Несторія, в якому зібрав проти єресі думки багатьох східних і західних вчителів. У своїх творах преподобний Касіян ґрунтувався на духовному досвіді подвижників, зауважуючи шанувальникам Блаженного Августина (пам'ять 28 червня), що «благодать далеко найменше можна захищати пишними словами і говірким змаганням, діалектичними силогізмами і красномовством Цицерона». За словами преподобного Івана Ліствичника (пам'ять 30 березня), «великий Касіян міркує чудово і піднесено».
Речення Івана Касіяна увійшли до «Філокалії» («Добротолюбія» — сбірки речень св. отців 3 — 16 ст.ст.)
Святий Іван Касіян Римлянин помер 435 року.

## Ідеї преподобного Касіяна

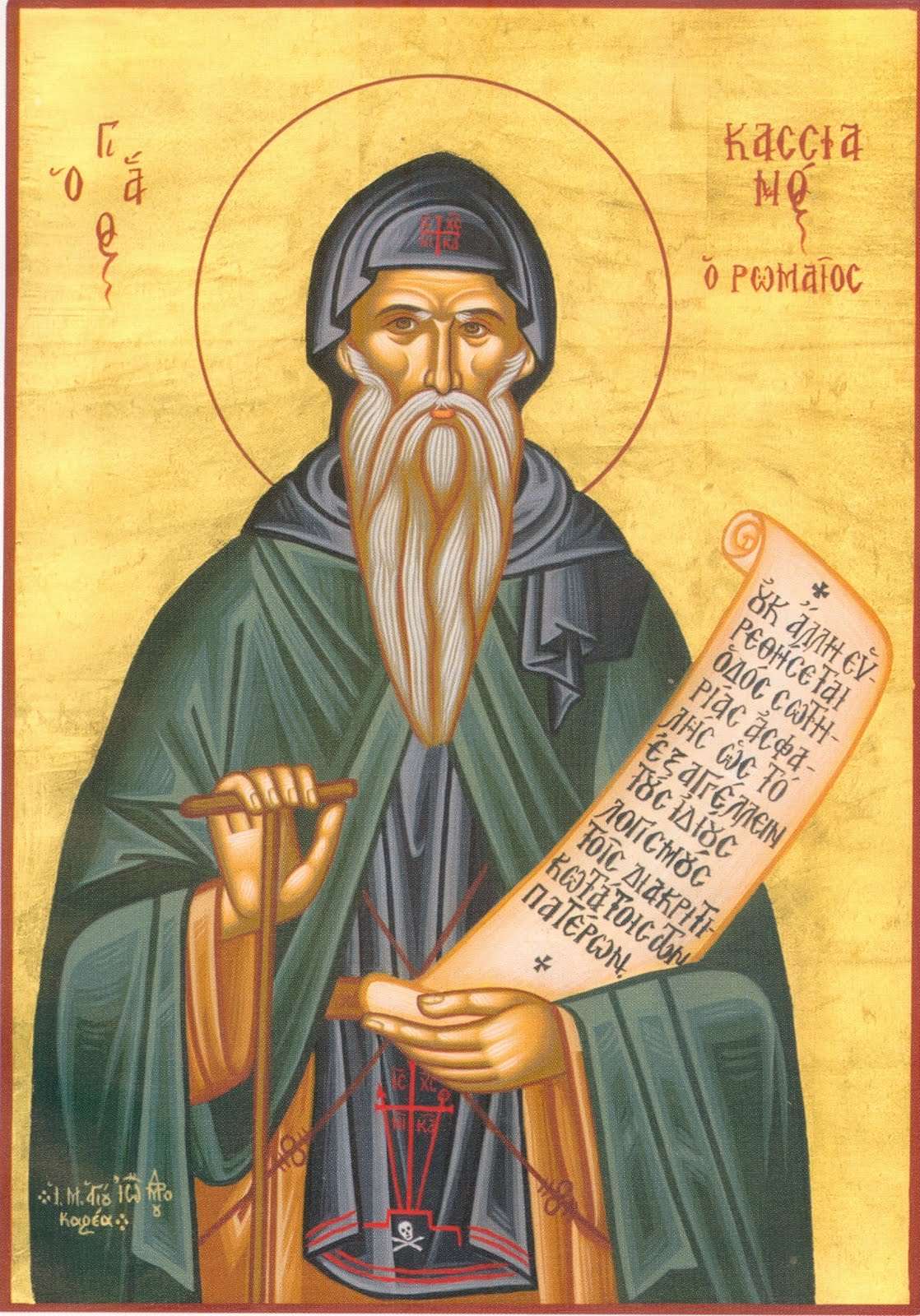
Св. Іван Касіян

Іван Касіян радить за допомогою смирення піклуватися про придбання розсудливості. Ми люди слабкі, а тому звикли думати про те, що можна лише «недопостувати», проте ж, для здорового духовного життя небезпеку становить і протилежний стан: «Бо знаємо ми деяких непереможених обжерливістю, але позбавленим влади безмірним постом і впали в ту ж пристрасть обжерливості через слабкість, що сталася від надмірного посту», — пише преподобний Іван.
Далі він розповідає про власний досвід спокуси. Суворе дотримання посту привело до того, що Іоанн Кассіан взагалі втратив бажання їсти. Потім, як він сам зазначає, диявол позбавив його сну так, що він кілька ночей поспіль взагалі не спав. Усвідомивши, що непомірність в пості і недосипанні таїть для його душі небезпеку ще більшу, ніж обжерливість і лінь, преподобний Іоанн став просити Бога послати йому сон.
З цього досвіду він робить висновок, що важлива дисципліна, яка полягала б у тому, щоб приймати їжу і спати у строго встановлений час, і навіть якщо немає бажання. Будь-які ж крайності — є наслідок впливу бісівських сил. Такі отці-подвижники, як Іоанн Кассіян, добре розуміли закони духовного життя, а тому їхні поради дуже важливо враховувати у власному досвіді, навіть якщо вони нам можуть здатися трохи дивовижними.
Ось він пише, що «непомірне утримання шкідливіше пересичення, бо за сприяння каяття можна від останнього перейти до правильного міркування, а від першого не можна».
Беручи до уваги наведену цитату можна потрапити в спокусу, коли внутрішня установка, що мовляв, «перепостувати» небезпечніше, ніж «недопостувати» призведе до розслаблення або навіть відвертого недбальство в духовному житті. Щоб уникнути цього, давайте просто подивимося, який міру їжі, що дозволяє пройти між двома крайнощами, радить преподобний Іоанн приймати щодня.
Це два хлібці масою близько фунта. Найімовірніше, йдеться про давньоримський фунт, що складає 327 грам, при цьому заборонялося куштування вареної їжі навіть у недільні дні. Сама ідея цього заходу полягає в тому, щоб не пересититися, але щоб і голодним не залишитися, кожен день вдаючись до заповнення фізичних сил за допомогою прийняття їжі. Основним критерієм тут виступає підтримка здоров'я тіла, а не задоволення бажання ситості.

Здається, що начебто всі ці міркування очевидні і нічого нового ми не дізналися. Може і так, але поширена проблема якраз і полягає в тому, що розуміємо ми багато, та в реальність втілюємо мало. І тут щоденний прийом чітко встановленої міри продуктів має багатовекторне вжиткове значення.
«Надмірне утримання шкідливіше пересичення, бо за сприяння каяття можна від останнього перейти до правильного міркування, а від першого не можна».
В першу чергу це, звичайно ж, самодисципліна, якої досить сильно бракує в нашому повсякденному суєтному житті. Також це дійсно хороша можливість навчитися з'їдати рівно ту кількість їжі, яка необхідна просто для підтримки фізичних сил.
Нехай кожен згадає свій особистий досвід, адже і пісних продуктів можна «напхатися» так, що погано буде. А спробуйте їсти одне і те ж хоча б тиждень. Я думаю, що вже через три-чотири дні почне злегка нудити від продуктової однаковості, і тоді ми дійсно будемо з'їдати лише стільки, щоб просто не хотілося їсти.

Ще недотримання заходів і постійне впадіння то в надмірний піст, то в обжерливість, на думку преподобного Іоанна, шкодить молитві і цнотливості — ще одних вкрай важливих елементах будь-якого посту. Голод позбавляє бадьорості в молитві, бо виникаюче внаслідок недоїдання безсилля схиляє людину до сну, а пересичення — сильно обтяжує черево і позбавляє молитву чистоти і частоти. Що ж стосується недотримання цнотливості, то вогонь блудної похоті, що розгорається під час обжерливості, вже нікуди не дівається, навіть якщо християнин почав строго постити.
Поширена проблема якраз і полягає в тому, що розуміємо ми багато, та в реальність втілюємо мале.
Щоб якось проілюструвати наслідки недотримання постової дисципліни Іоанн Кассіан згадує про одного брата Веніаміна, який нічого не їв по два дні, але коли вже добирався до їжі, то зривався. Все це призвело до того, що цей монах залишив пустельні подвиги і звернувся до «мирської філософії» і «суєті віку цього». А найстрашніше, що причиною падіння цього ченця стали всього чотири фунтових шматки хліба.
Що вже тоді говорити про нас? Якщо ми зриваємося, то цей «зрив» не обмежується подвійною денною нормою хліба. Давайте згадаємо почуття, коли ми сильно зголодніли: здається, що в такий момент готовий весь холодильник проковтнути і спохвачуєшся вже після того, як нагрішив обжерливістю. Саме тому для успішного проходження посту особливо важливі ці два елементи: міра і регулярність.
Наостанок, словами преподобного Іоанна Кассіана скажемо про головні цілі всіх постових зусиль: «Вправа в читанні, сумний пост для очищення серця і виснаження плоті корисні тільки в реальному житті, поки плоть похотствує проти духу. Ми бачимо, що вони іноді і в справжньому житті не потрібні бувають для тих, які ослаблені надмірною працею або тілесною хворобою, або старістю, і людині неможливо постійно вправлятися в них. Тим більше вони припиняться в майбутньому житті, коли тлінне зодягнеться в нетління, і тіло це, нині тваринне, воскресне духовним, і плоть вже не буде такою, щоб похотствувати проти духу».